# 広甲 (巡洋艦)
| 1887年竣工時 |                                             |
| 艦歴         |                                             |
| 建造所       | 福州船政局                                  |
| 起工         | 1885年11月24日                              |
| 進水         | 1887年8月6日                                |
| 竣工         | 1887年12月4日                               |
| 喪失         | 1894年9月17日座礁                           |
| 除籍         |                                             |
| 要目         |                                             |
| 排水量       | 常備：1,290トン                             |
| 全長         | 垂線間長：63.36m                            |
| 全幅         | 10.06m                                      |
| 吃水         | 3.77m                                       |
| 機関         | 石炭専焼円缶1基 往復動式3気筒1基 1,600馬力  |
| 速力         | 14.2ノット                                  |
| 航続距離     | 不明                                        |
| 燃料搭載量   |                                             |
| 乗員         | 180名                                       |
| 兵装         | 15cm単装砲3門 10.5cm単装砲4門 57mm速射砲4門 |

広甲（こうこう、繁体字台湾語: 廣甲、ウェード式: Kwan Chia）は、清国海軍の巡洋艦。当初広東水師に属していたが、1894年（光緒20年）に「広乙」、「広丙」と共に北洋水師へ編入された。同年9月17日に黄海海戦に参加したが指揮に従わず「済遠」と共に逃走するも、大連湾にて座礁、放棄された。近代の海戦において唯一の軍艦敵前逃亡事件である。